# 靈舍不同
《靈舍不同》（Hong Kong Ghostbusters）是香港亞洲電視本港台的黑色處境喜劇，並以模擬立體效果播映，由陳展鵬、小雪、樓南光、樊亦敏主演，於2007年11月5日至2008年1月20日期間首播，2008年1月6日起，改至逢星期日播映，並由半小時增加至一小時為一集。本劇為亞洲電視全新排陣後的第二套自製劇，亦是陳展鵬於亞視的告別作。

## 故事簡介
故事講述於在九龍區一幢有四十多年歷史、還有三個月便清拆的公屋內靈異的東西，鬧出不少趣事。美琦(小 雪飾)為一失明人士，鄰居劉志鵬(陳展鵬飾)對她有好感，但其已死母親忠嫂(吳浣儀飾)反對……
公屋內的人與鬼，從誤會到瞭解，從對立到互相幫助，解決了彼此的困難與心結，學懂了「愛與包容」，捍衛屋邨，反對清拆。

## 演員表
| 演員   | 角色   | 關係/暱稱                                           |
| 陳展鵬 | 劉志鵬 | 輕型貨車司機 劉野之子 COCO異父異母的哥哥 余美仁之孫 |
| 小 雪  | 美琦   | 鋼琴老師 忠嫂之女                                   |
| 樓南光 | 劉野   | 余美仁之子 劉志鵬的父親 COCO的養父                  |
| 樊亦敏 | 神鳳   | 靈媒                                                |
| 朱健鈞 | 溫文濤 | 區議員                                              |
| 戚黛黛 | 余美仁 | 女鬼 劉野之母 劉志鵬的祖母                          |
| 吳浣儀 | 忠嫂   | 女鬼 美琦之母                                       |
| 黃璦瑤 | 雲影嫦 | 女鬼 曾為高級醫生                                   |
| 李麗霞 | 小白光 | 女鬼 鬼界雜藝團的台柱 嗜好唱歌                      |
| 尹 光  | 尹光明 | 鬼王                                                |
| 威 利  | 李萬基 | 地產富商                                            |
| 周子濠 | 濠仔   | 李萬基手下                                          |
| 姜皓文 | 黑仔   | 退休消防員                                          |
| 譚芷翎 | COCO   | 餐廰侍應 劉野的養女 劉志鵬異父異母的妹妹            |
| 鄭恕峰 |        | 債主                                                |

## 歌曲
主題曲
《心有靈犀》
- 主唱：陳展鵬、小 雪
- 作曲：徐家霖
- 填詞：張美賢
- 歌曲提供:環星娛樂

插曲
《越愛越勇》
- 主唱：陳展鵬、小 雪
- 作曲：徐家霖
- 填詞：喬星
- 歌曲提供:環星娛樂

## 收視
以下為該劇於亞洲電視首播之收視紀錄(05/11/2007-28/12/2007)星期一至五：
| 週次 | 集數  | 日期                    | 平均收視 |
| ---- | ----- | ----------------------- | -------- |
| 1    | 01-05 | 2007年11月5日-11月9日   | 3點      |
| 2    | 06-10 | 2007年11月12日-11月16日 | 3點      |
| 3    | 11-15 | 2007年11月19日-11月23日 | 3點      |
| 4    | 16-20 | 2007年11月26日-11月30日 | 3點      |
| 5    | 21-25 | 2007年12月3日-12月7日   | 3點      |
| 6    | 26-30 | 2007年12月10日-12月14日 | 3點      |
| 7    | 31-35 | 2007年12月17日-12月21日 | 3點      |
| 8    | 36-40 | 2007年12月24日-12月28日 | 3點      |

以下為該劇於亞洲電視首播之收視紀錄(06/01/2008-)星期日：
| 週次 | 集數 | 日期          | 平均收視 |
| ---- | ---- | ------------- | -------- |
| 9    | 41   | 2008年1月6日  | 4點      |
| 10   | 42   | 2008年1月13日 | 4點      |
| 11   | 43   | 2008年1月20日 | 3點      |

資料來源：CSM媒介研究(一個收視點代表64,820名觀眾)

## 外部連結
- 亞洲電視 -靈舍不同

| 天之驕子 -11月16日         | 天之驕子 -11月16日                                     | 天之驕子 -11月16日                                     | 繡娘蘭馨 11月19日-12月29日                             | 繡娘蘭馨 11月19日-12月29日                             | 繡娘蘭馨 11月19日-12月29日                             | 繡娘蘭馨 11月19日-12月29日                    |
| 上一套： 激流青春 -11月2日 | 本港台第二線劇集 靈舍不同 11月5日-12月28日 21:00-21:30 | 本港台第二線劇集 靈舍不同 11月5日-12月28日 21:00-21:30 | 本港台第二線劇集 靈舍不同 11月5日-12月28日 21:00-21:30 | 本港台第二線劇集 靈舍不同 11月5日-12月28日 21:00-21:30 | 本港台第二線劇集 靈舍不同 11月5日-12月28日 21:00-21:30 | 下一套： 總有艷陽天 1月1日-5月6日 20:00-21:00 |
| 詠春 -11月30日             | 詠春 -11月30日                                         | 詠春 -11月30日                                         | 功夫狀元 12月3日-12月14日                              | 功夫狀元 12月3日-12月14日                              | 霍元甲1981精武版 12月17日-12月28日                     | 霍元甲1981精武版 12月17日-12月28日            |